# Вся жизнь перед глазами
«Вся жизнь перед её глазами» (англ. The Life Before Her Eyes, альтернативный перевод — «Мгновения жизни») — фильм-драма, снятый по роману Лоры Касишке, вышел в 2007 году. Режиссёр фильма — Вадим Перельман. В главных ролях Ума Турман и Эван Рэйчел Вуд.

## Сюжет
Подруги Диана и Морин — противоположности. Диана пытается взять от жизни всё, она молода, красива, ей кажется, что жизнь слишком коротка, и её следует прожить не достойно, а «полно» (секс, наркотики, минимум напряжений в учебе). Морин — застенчива, мила, трудолюбива, даже ложь ей сложно даётся. 
Всё меняется в тот момент, когда девочки сталкиваются с «крайностью». В их школе парень устраивает стрельбу, многие ученики и учителя убиты. Парень (психопат и убийца) даёт девушкам выбрать, кого из двух ему убить и… В фильме показаны кадры классов, где полно убитых, спортзала с убитым тренером и кабинет директора с его же трупом, звуки автоматной очереди.
Прошло 15 лет. Диана живёт в том же городе, у неё семья (муж и дочь). Её ребенок очень на неё похожа (строптивая). А Диане не даёт покоя прошлое. Её беспокоит будущее дочери, кажется, что муж ей изменяет. У неё странные видения. Через 15 лет, в непосредственной близости к мемориальному дню, Диана мучается от чувства вины и вспоминает, как всё было.
В финале раскрывается истинный смысл фильма. На протяжении всей картины зритель думает, что Диана сделала неправильный выбор и мучается от осознания собственной вины и угрызений совести. Но развязка весьма непредсказуема...

## В ролях
| Актёр             | Роль           |
| ----------------- | -------------- |
| Ума Турман        | Диана Макфи    |
| Эван Рэйчел Вуд   | молодая Диана  |
| Ева Амурри        | Морин          |
| Гэбриэлль Бреннан | Эмма           |
| Бретт Каллен      | Пол Макфи      |
| Мэгги Лейси       | Аманда         |
| Джон Магаро       | Майкл Патрик   |
| Тэннер Коэн       | Нэйт Уитт      |
| Оскар Айзек       | Маркус         |
| Линн Коэн         | Сестра Беатрис |

## Критика
Фильм получил неблагоприятные отзывы кинокритиков. На сайте Rotten Tomatoes фильм имеет рейтинг 24 % на основе 96 рецензий со средним баллом 4,4 из 10. На сайте Metacritic фильм имеет оценку 38 из 100 на основе 25 рецензий критиков, что соответствует статусу «в целом неблагоприятные отзывы».